# John Smithmeyer
John L. Smithmeyer (Viena, 1832 — 1908) foi um arquiteto estadunidense.
Imigrou para os Estados Unidos em 1848. Estudou arquitetura em Chicago, iniciando um escritório de arquitetura em Indianápolis. Após servir durante a Guerra de Secessão em Indiana, foi indicado superintendente para a construção de edifícios governamentais no sul, mudando-se para Washington, D.C., onde em parceria com Paul Johannes Pelz venceu a competição para a construção do novo edifício da Biblioteca do Congresso, o atual Edifício Thomas Jefferson.